# RTS 2
RTS 2 ist der zweite Fernsehsender des Rundfunks der französischsprachigen Schweiz (Radio Télévision Suisse).

## Geschichte
Der Sender startete am 1. September 1997 als zweiter Fernsehsender der französischsprachigen Schweiz.
Am 29. Februar 2012 wurde im Zuge der Neuordnung der französischsprachigen Fernseh- und Radioprogramme des SRG SSR TSR 2 in RTS Deux umbenannt.

## Interaktives Fernsehen
Per 5. März 2013 startet die SRG SSR den Testbetrieb von HbbTV in der Schweiz auf den TV-Sendern RTS Un HD und RTS Deux HD unter dem Namen RTS+. Die Lösung wurde von der Swiss TXT entwickelt. Das Angebot enthält neben Nachrichten wie sie vom Teletext her bekannt sind auch noch eine Video-on-Demand-Komponente.

## Senderlogos

1997 bis 2006
2006 bis 29. Februar 2012
2012 bis 2015
2015 bis 2019
2019 bis 2023
Seit 21. August 2023